# پروژه میوتوپیا

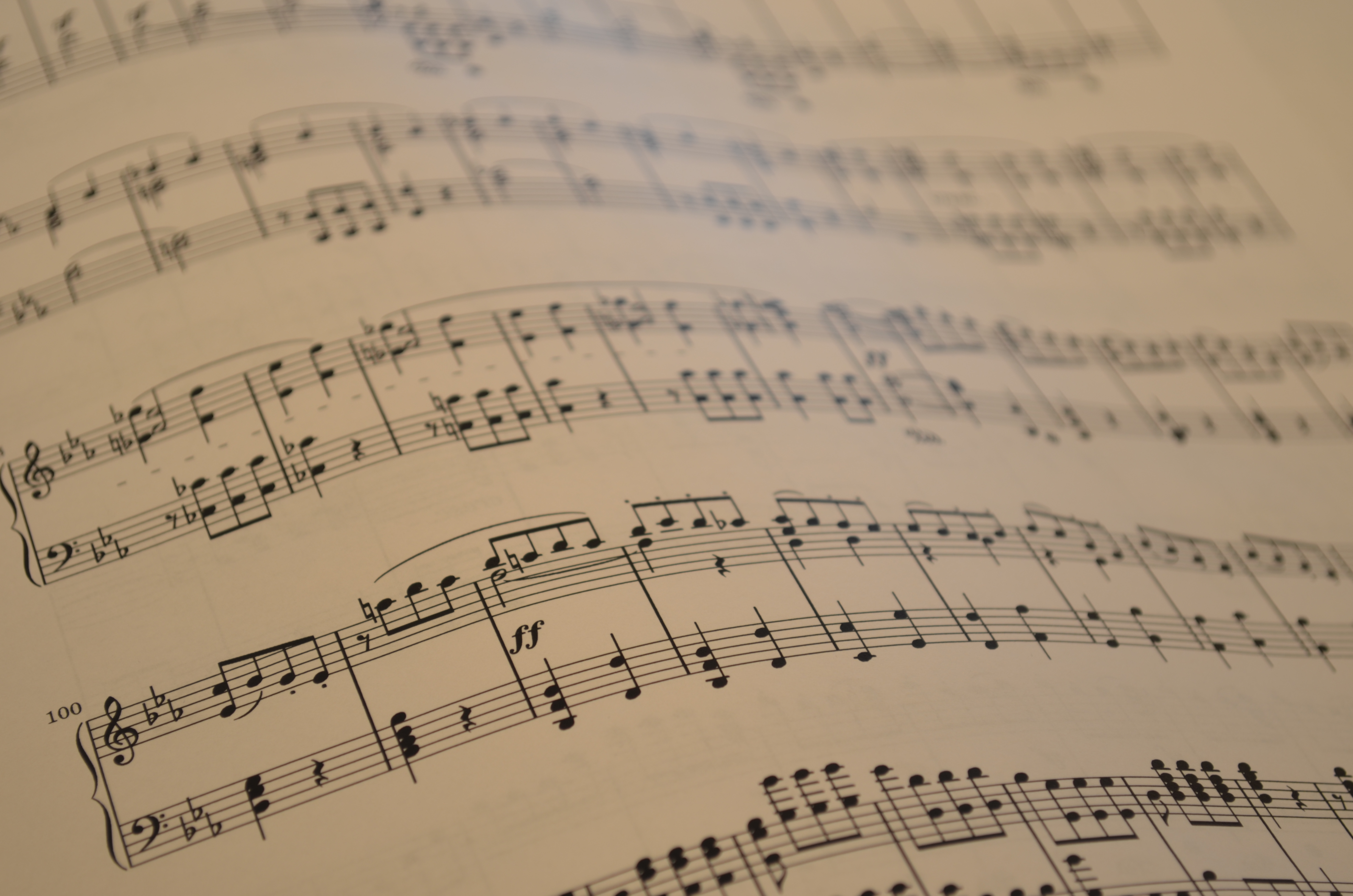
پارتیتور سمفونی شماره ۵ اثرِ لودویگ فان بتهوون که توسط « پروژه میوتوپیا» منتشر شده است.

پروژه میوتوپیا (انگلیسی: Mutopia Project) یک تلاش داوطلبانه برای ایجاد کتابخانه‌ای از پارتیتورهای و نت‌های موسیقی رایگان است، به روشی شبیه به مجموعه کتاب‌های مالکیت عمومی پروژه گوتنبرگ. پروژه میوتوپیا در سال ۲۰۰۰ راه‌اندازی شد.
این پروژه از قطعات قدیمی موسیقی که در مالکیت عمومی هستند، ایجاد شده‌است. پارتیتورهای جدید با گنو لیلی‌پاند حکاکی دیجیتال شده و در قالب‌های زیر توزیع می‌شوند:
- پی‌دی‌اف در اندازه‌های کاغذ A4 و لِـتِـر
- ام‌آی‌دی‌آی جهت بازتولید شنیداری
- لیلی‌پاند

در حال حاضر بیش از ۲۰۰۰ قطعه موسیقی در بایگانی این پروژه موجود است که بیش از نیمی از آنها قطعاتی برای پیانو هستند. همچنین قطعات زیادی برای آواز، و آلات موسیقی گوناگون دیگر وجود دارد. صفحه اصلی پروژه میوتوپیا دارای فهرستی از پیوندهای اینترنتی به جدیدترین قطعات اضافه‌شده‌است.